# 豐里移民村
豐里移民村，為臺灣日治時期的日本移民村，1936年建於橫跨北斗郡北斗街、溪州庄的舊濁水溪新生地，總面積約400甲，主要為來自鹿兒島、熊本、香川的農業移民。1942年底統計共有119戶642人。豐里移民村原址位於彰化縣北斗鎮七星里、西德里、大道里與溪州鄉舊眉村。

## 介紹
豐里移民村於1936年4月18日開村，主要種植水稻、甘藷、甘蔗、菸草等作物，居民主要信仰為淨土真宗。豐里移民村與鹿島移民村的學童最初皆至北斗尋常高等小學校（原址位於北斗國中）通學，1939年9月才在鹿島村開設鹿島國民學校，並於1940年4月增設高等科。1940年，鹿島移民村的三個部落與豐里移民村的兩個部落合併新設香取移民村。

## 人口
- 1936年：86戶483人移入
- 1937年：65戶327人移入[3]